# Raubaum

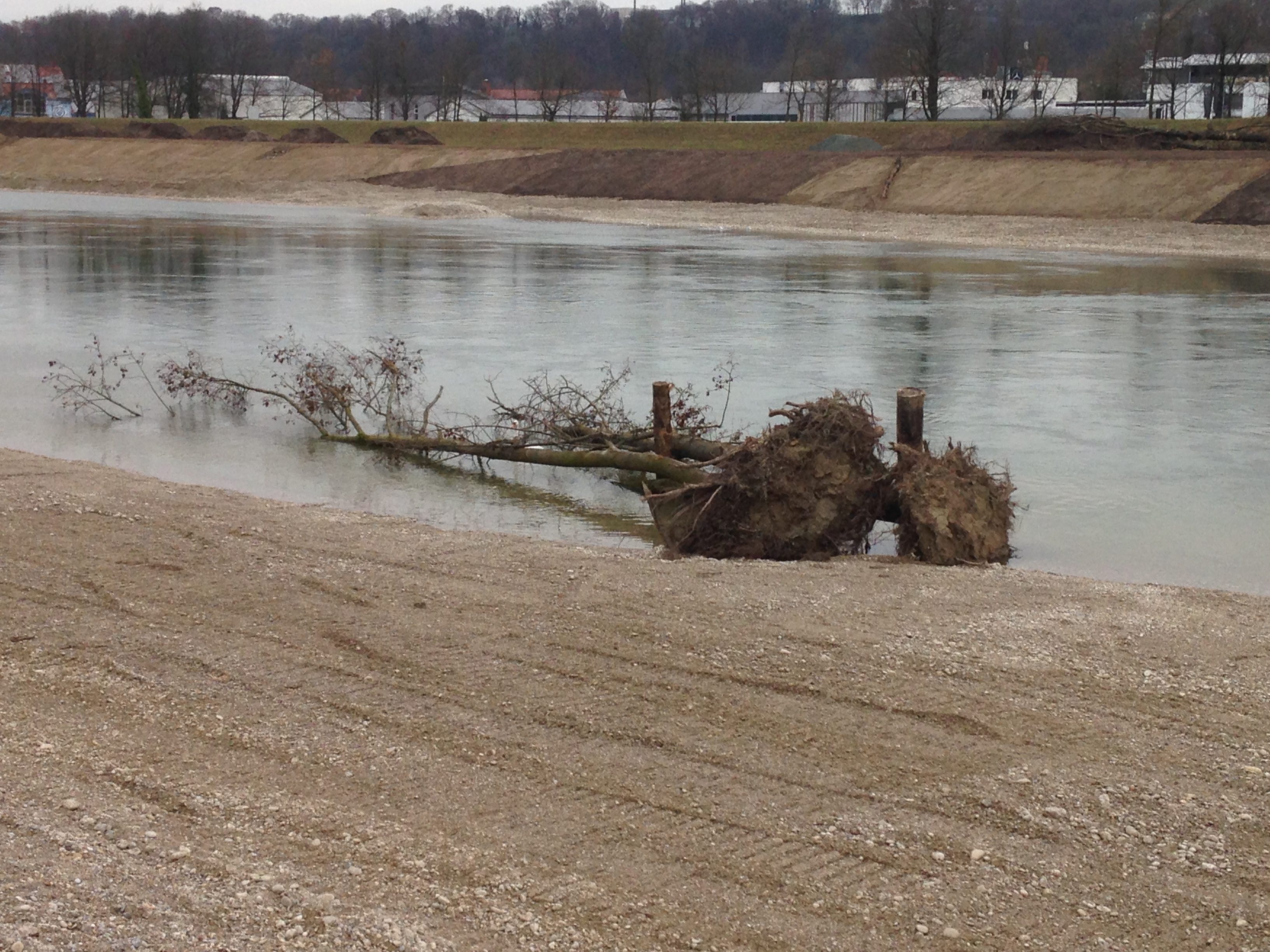
Dieser Baum wurde samt Wurzelstock an der Isar bei Dingolfing bei Renaturierungsarbeiten eingebracht. Zwei Pfähle schützen den Stamm davor, weggeschwemmt zu werden.

Raubäume sind Bäume an Fließgewässern und Seen, die mit Absicht so gefällt werden, dass sie als  gesichertes Totholz in dem Gewässer zu liegen kommen. Sie sollen dort vor allem Jungfische fördern und einen Beitrag zur Belebung bzw. Renaturierung des Gewässers liefern. Diese Methode wurde seit 1998 in der Schweiz im Kanton Aargau entwickelt und findet auch in anderen Regionen Anwendung, so etwa in Bayern und in Westfalen.
Die Raubäume werden auch künstlich an baumlosen Gewässerabschnitten eingebracht, dabei am Ufer befestigt, um Kleinstrukturen zu schaffen und die Sedimentation zu fördern.